# Trybunał inkwizycji w Walencji
Trybunał inkwizycji w Walencji – trybunał inkwizycji hiszpańskiej z siedzibą Walencji, działający w latach 1481–1820 (z przerwą 1808–1814). 

## Historia
Inkwizycja w królestwie Walencji pojawiła się na długo przed utworzeniem w 1480 hiszpańskiej inkwizycji. W 1262 zostało ono objęte jurysdykcją papieskich inkwizytorów  Aragonii. Osobny trybunał papieskiej inkwizycji w Walencji został utworzony w 1420 i funkcjonował w sposób nieprzerwany przez następnych ponad 60 lat (do 1481). 
W 1480 w Kastylii król Ferdynand i królowa Izabela, na podstawie upoważnienia papieża Sykstusa IV utworzyli nowy, podporządkowany im trybunał inkwizycyjny w celu badania prawowierności hiszpańskich konwertytów z judaizmu (marranów). Pierwszy trybunał utworzono w Sewilli, jednak stopniowo działalność inkwizycji rozszerzano także na inne regiony Hiszpanii. W październiku 1481 król, rozszerzająco interpretując upoważnienia udzielone mu przez papieża i generała zakonu dominikanów, mianował dominikanina Gaspara Juglara inkwizytorem generalnym krajów korony aragońskiej, a ten pod koniec grudnia 1481 utworzył w Walencji trybunał inkwizycyjny kierowany przez dwóch dominikanów Cristobala Gualvesa i Juana Ortsa. Próba ta okazała się jednak niezbyt udana, gdyż obu inkwizytorom szybko zaczęto stawiać zarzuty o poważne nadużycia. Papież Sykstus IV w maju 1483 pozbawił Gualvesa urzędu inkwizytorskiego i ogłosił go trwale niezdolnym do pełnienia takiej funkcji w przyszłości. Następnie, w październiku 1483 na życzenie króla dominikanin Tomas de Torquemada został mianowany przez papieża nowym inkwizytorem generalnym krajów korony aragońskiej i to jemu przypadło faktyczne zorganizowanie nowych trybunałów. W 1484 król Ferdynand zażądał ustanowienia trybunałów nowej inkwizycji w Katalonii, Aragonii i Walencji i w tym celu zwołał kortezy do Tarazony. Nowymi inkwizytorami Walencji mianowanymi przez Torquemadę zostali Martin Iñigo oraz dominikanin Juan de Epila. Władze miejskie początkowo protestowały przeciwko tej drugiej nominacji na tej podstawie, że Juan de Epila pochodził z Aragonii, a lokalne przywileje (fueros) gwarantowały obsadę urzędów miejscowymi. Protesty te na niewiele się zdały, gdyż król okazał się bardzo zdeterminowany i udzielił inkwizytorom pełnego poparcia. Decyzje podjęte w Tarazonie doprowadziły do definitywnego włączenia walenckiego trybunału w strukturę nowej hiszpańskiej inkwizycji i zerwania jego więzi z władzami zakonu dominikańskiego.
Wprowadzenie nowego trybunału zapoczątkowało represje na dużą skalę wobec konwertytów z judaizmu i ich potomków (marranów). Do roku 1530 trybunał walencki osądził ponad 3 tys. osób, z czego być może nawet co piąta skończyła na stosie. Ponad 90% podsądnych stanowili marrani. W tym okresie trybunał, korzystając z poparcia królewskiego, uzyskał szereg przywilejów dla siebie i swoich funkcjonariuszy, m.in. zwolnienia podatkowe czy egzempcja spod jurysdykcji innych sądów. Nadużywanie tych przywilejów rodziło częste konflikty z władzami lokalnymi oraz urzędnikami królewskimi. W sporach tych inkwizytorzy często sięgali po kary kościelne (łącznie z ekskomuniką), a nawet zdarzało, że aresztowali swoich krytyków pod zarzutem utrudniania działalności inkwizycji. Rozwiązaniu tych konfliktów i ukróceniu nadużyć służyć miały podpisane w 1554 i 1568 porozumienia (tzw. concordias), które jednak tylko częściowo spełniły swoją funkcję. Część kwestii spornych pozostała bowiem nieuregulowana, a te uregulowane bywały odmiennie interpretowane przez zainteresowane strony. Jednak po 1568 coraz częściej inkwizycja musiała ustępować w tych sporach trybunałom królewskim.
Królestwo Walencji jeszcze w początkach XVI wieku było jednym z większych skupisk społeczności muzułmańskiej w Hiszpanii. Układy podpisane jeszcze w XIII wieku w czasie przejmowania kontroli nad Walencją przez władców Aragonii gwarantowały im swobodę wyznania. Wielu arystokratów walenckich chroniło przy tym muzułmanów będących ich feudalnymi podwładnymi. Jednak podczas rebelii w krajach korony aragońskiej na początku lat 20. XVI wieku doszło do masowych, przymusowych chrztów muzułmanów. W 1525 powołana przez króla Karola komisja uznała te chrzty za w pełni ważne, w następstwie czego król wydał dekret uznający wszystkich ochrzczonych w okresie rebelii muzułmanów za chrześcijan i jednocześnie nakazał konwersję wszystkim tym, którzy dotąd nie zostali ochrzczeni. Ochrzczeni muzułmanie, znani odtąd jako moryskowie, zostali na 40 lat wyłączeni spod jurysdykcji inkwizycji, nikt bowiem nie wątpił, że szczere konwersje stanowiły tylko niewielki odsetek. Choć inkwizycja od samego początku próbowała obchodzić ten zakaz, w praktyce do lat 60. XVI wieku władze kościelne skupiały się raczej na katechizowaniu morysków, a nie karaniu ich za nieprzestrzeganie zasad narzuconej im wiary. Nawet po formalnym wygaśnięciu moratorium morysków traktowano raczej łagodnie. Między 1566 a 1614 moryskowie stanowili ¾ podsądnych trybunału walenckiego (2465 z 3366 podsądnych), ale tylko 30 spośród nich spalono na stosie, przy czym w czterech przypadkach głównym zarzutem było nie tyle potajemne wyznawanie islamu, co napaść na funkcjonariuszy inkwizycji.
Niesatysfakcjonujące efekty wysiłków ewangelizacyjnych wobec morysków, a nade wszystko strach przed ich rzekomymi kontaktami z berberyjskimi piratami i Imperium Osmańskim, powodowały, że pod koniec XVI wieku coraz większe poparcie zyskiwała idea wygnania morysków z Hiszpanii. Decyzja została ostatecznie podjęta w 1609, a operacja wysiedlania morysków trwała przez kolejne pięć lat. Nielicznym tylko grupom pozwolono zostać. Dla trybunału walenckiego oznaczało to utratę głównej grupy podsądnych. Po roku 1614 jego aktywność wyraźnie maleje.
Inkwizycja hiszpańska już w I połowie XVI wieku stopniowo przekierowywała swoją uwagę z etniczno-religijnych mniejszości w stronę kontroli prawowierności i moralności tzw. starych chrześcijan. Nie inaczej było w przypadku trybunału walenckiego, choć z uwagi na liczną społeczność morysków dopiero po ich wygnaniu w latach 1609-1614 ten aspekt działalności stał się dominujący. W przeciwieństwie do Sewilli czy Valladolid, w Walencji nie powstały żadne zorganizowane grupy protestanckie, niemniej, począwszy od lat 20. XVI wieku zdarzały się przypadki oskarżeń o "luteranizm". Większość oskarżonych stanowili cudzoziemcy, w tym zwłaszcza francuscy emigranci zarobkowi. Jednak oskarżeń nie uniknęli nawet miejscowi arystokraci. W 1563 inkwizycja aresztowała pod zarzutem luteranizmu don Gaspara de Centellesa, przedstawiciela jednego z głównych rodów Walencji i właściciela wielkich posiadłości na Sardynii. Po wielomiesięcznym procesie został on skazany na śmierć jako zatwardziały heretyk. Spalono go na stosie podczas auto da fe w 1564.
W 1524 trybunał walencki, jako jeden z trzech hiszpańskich trybunałów, otrzymał przywilej sądzenia przypadków sodomii (przez co rozumiano wówczas homoseksualizm i zoofilię). Jednak walenccy inkwizytorzy początkowo nie korzystali z tego przywileju. Dopiero w 1572 aresztowali pod zarzutem sodomii don Pedro Luisa Galcerana de Borja, wielkiego mistrza rycerskiego zakonu Montesa. Obrońcy wielkiego mistrza początkowo kwestionowali prawo inkwizycji do badania przypadków sodomii, jednak inkwizytorom udało się doprowadzić jego sprawę do końca. W 1575 Galceran de Borgia został skazany na wysoką grzywnę i 10 lat aresztu domowego, oszczędzono mu jednak udziału w ceremonii auto-da-fe i związanego z tym publicznego upokorzenia. Choć wielki mistrz zakonu Montesa został ostatecznie potraktowany łagodnie, sam fakt aresztowania i skazania tak potężnego człowieka uznawano wówczas za przejaw potęgi walenckiego trybunału inkwizycji. Jego proces potwierdził także jurysdykcję walenckiego trybunału nad przypadkami sodomii. Walenckich inkwizytorów cechowało dość łagodne podejście do tego występku (teoretycznie zagrożonego karą śmierci). Zmieniło się to na krótko w latach 20. XVII wieku, kiedy dotychczasową praktykę zakwestionowała Rada Najwyższej i Generalnej Inkwizycji (Suprema). Po serii reprymend od Supremy walencki trybunał w latach 1625-28 dokonał egzekucji kilkunastu “sodomitów”. Ostatecznie jednak Suprema doszła do wniosku, że publiczne egzekucje za takie występki sieją publiczne zgorszenie i powrócono do łagodniejszego i przede wszystkim bardziej dyskretnego załatwiania tego typu spraw.
Inkwizycja walencka często była wciągana w spory między teologami na miejscowym uniwersytecie. Bardziej konserwatywni teologowie często denuncjowali swoich oponentów za wygłaszane poglądy, co powodowało interwencje inkwizycji. Interwencje te miały znaczący wpływ na merytoryczne osłabienie uniwersytetu, którego kadry w ciągu XVII wieku stały się bardzo konformistyczne. Uniwersytet, będący w początkach XVI wieku jednym z najbardziej płodnych ośrodków myśli w Hiszpanii, w końcu XVII wieku stał się bastionem tradycyjnej scholastyki.  
Wygnanie morysków oznaczało dla trybunału walenckiego utratę głównego źródła potencjalnych podsądnych. Istotnie, po roku 1614 liczba wytaczanych procesów zmalała dramatycznie. W ostatnim ćwierćwieczu XVII wieku odnotowano jedynie 113 procesów, co pomimo pewnych luk w dokumentacji z tego okresu dobrze oddaje spadek aktywności trybunału.
W okresie wojny o sukcesję hiszpańską królestwo Walencji było areną starć zbrojnych między wojskami lojalnymi wobec króla Filipa V Burbona a zwolennikami habsburskiego pretendenta do tronu arcyksięcia Karola. W 1705 Walencja wpadła w ręce wojsk arcyksięcia, co spowodowało masowy eksodus lojalnej wobec króla szlachty i urzędników. Inkwizytorzy Walencji, jako jedyni urzędnicy popierający króla, pozostali w mieście i w ciągu kolejnych dwóch lat dostarczali lojalistom cennych informacji wywiadowczych. W 1707 inkwizytorzy walenccy odegrali kluczową rolę w pokojowym odzyskaniu kontroli nad miastem przez wojska królewskie. Król Filip V docenił zasługi trybunału, nadając mu prawa do dochodów z niektórych majątków królewskich. Te nowe nadania oraz ogólny rozwój gospodarczy po zakończeniu wojny o sukcesję przyniosły znaczną poprawę sytuacji finansowej trybunału walenckiego.
XVIII wiek przyniósł znaczny wzrost liczby spraw wszczynanych przez walencki trybunał (1323 spraw do roku 1750, kolejne 2795 do roku 1820). Coraz rzadziej jednak kończyły się one wyrokami skazującymi, zdecydowaną większość spraw umarzano lub zawieszano bez konkretnego rezultatu. 
Trybunał w Walencji został zniesiony po raz pierwszy po zajęciu przez wojska napoleońskie w 1812, ale przywrócono go w 1814. Ponownie zniesiony został w wyniku liberalnej rewolucji w 1820. Po obaleniu rewolucji w 1823 król Ferdynand VII anulował wszystkie jej dekrety, w tym ten o zniesieniu inkwizycji, jednak do oficjalnego wznowienia jej działalności nigdy już nie doszło. W przypadku Walencji, historia miejscowego trybunału miała jednak pewien epilog. W niektórych diecezjach biskupi, w zastępstwie za inkwizycję, powołali do życia tzw. juntas da fe (trybunały ds. wiary). Jeden z tych trybunałów powstał w Walencji, a jego przewodniczącym z nominacji arcybiskupa Walencji Simóna Lópeza został były inkwizytor Walencji Miguel Toranzo. W 1824 dokonał on aresztowania oskarżonego o deizm nauczyciela Cayetano Ripolla. Po dwuletnim uwięzieniu został on skazany na śmierć przez powieszenie, gdyż odmówił wyrzeczenia się swoich poglądów. Wyrok wykonano 26 lipca 1826. Była to ostatnia egzekucja za herezję nie tylko w Hiszpanii, ale w ogóle w Europie. Wywołała ona oburzenie środowisk liberalnych i umiarkowanych. Król Ferdynand VII ogłosił, że juntas da fe działają nielegalnie i żadne władze nie są zobligowane do współpracy z nimi ani do wykonywania ich wyroków. Również nuncjatura apostolska zdystansowała od nich. Wobec tak niesprzyjającego otoczenia juntas da fe zaprzestały działalności w połowie 1827, a siedem lat później dekret królewski wydany w imieniu małoletniej królowej Izabeli II w sposób ostateczny zniósł hiszpańską inkwizycję.

## Obszar jurysdykcji
Jurysdykcja trybunału walenckiego obejmowała nie tylko terytorium dawnego królestwa Walencji, ale także południową Aragonię (okręgi Teruel i Albarracín) oraz diecezję Tortosy w południowej Katalonii.

## Archiwum i statystyki wyroków
Archiwum trybunału inkwizycyjnego w Walencji należy do jednego z lepiej zachowanych lokalnych archiwów inkwizycji hiszpańskiej, choć i tak wiele dokumentów zostało bezpowrotnie utraconych. Zasadnicza część tego archiwum przechowywana jest obecnie w Narodowym Archiwum Historycznym w Madrycie (ANH), choć kilka mniejszych zbiorów dokumentacyjnych znajduje się w lokalnych archiwach w Walencji. Ocalałe zasoby obejmują akta kilkuset procesów  w sprawach wiary, dokumentację genealogiczną funkcjonariuszy i współpracowników trybunału, dokumentację majątkową i część korespondencji. Dodatkowym uzupełnieniem są dokumenty znajdujące się w archiwum Supremy (również w AHN) - najcenniejszą kolekcją są tzw. relaciones de causas, czyli coroczne sprawozdania ze spraw zakończonych, przesyłane przez lokalne trybunały między połową XVI a końcem XVII wieku. W przypadku Walencji zachowały się raporty z okresu 1554-1692. Zachował się ponadto archiwalny indeks spraw z XVIII i XIX wieku, a także listy osób skazanych lub pojednanych w wyniku edyktów łaski w XV i XVI wieku. Na tej podstawie historycy są w stanie nakreślić względnie kompletny obraz działalności trybunału walenckiego w całym okresie jego istnienia.
W pierwszym okresie działalności ok. 93% podsądnych stanowili marrani. Patricia Baneres skatalogowała 3059 oskarżonych pomiędzy 1481 a 1530. Znane są rozstrzygnięcia 2738 z tych spraw. Wyroki śmierci zapadły w 1128 przypadkach, z czego aż 555 to tzw. egzekucje in effigie, czyli wyroki wydane przeciwko uciekinierom lub zmarłym, skutkujące jedynie symboliczną egzekucją. Faktycznych egzekucji było co najmniej 323, a w dalszych 250 przypadkach wykonanie wyroku jest prawdopodobne, ale niepewne.
Najgorzej udokumentowany jest okres od 1531 do 1565. Henry Charles Lea na podstawie sporządzonego ok. 1592/93 wykazu skazanych podaje liczbę 878 skazanych w tym okresie, w tym 110 skazanych na śmierć (część z nich ‘’in effigie’’). Dane te nie są jednak pełne, gdyż lista ta nie wymienia żadnych spraw z lat 1550-1557, podczas gdy raport trybunału walenckiego dla Supremy (relaciones de causa) z 1554 informuje o aż 111 zakończonych w tym roku sprawach.
Najlepiej udokumentowany jest okres 1566 - 1700, gdy trybunał walencki dość regularnie przesyłał Supremie sprawozdania ze spraw zakończonych (relaciones de causa). Dokumentują one 3366 procesów do roku 1614 i później 1063 do końca XVII wieku. 
Według zachowanego wciąż indeksu alfabetycznego podejrzanych z lat 1701-1820, w tym okresie trybunał walencki prowadził sprawy wobec 4418 podejrzanych, z czego tylko 1323 w I połowie XVIII wieku, a aż 2795 przez ostatnie 70 lat swego istnienia.
Relaciones de causas z lat 1554-1692 dokumentują procesy 4540 osób, z czego 78 spalono na stosie, a 75 spalono in effigie. William Monter, uzupełniając te dane o relacje z autos-da-fe, doliczył się 93 faktycznych egzekucji i 81 egzekucji symbolicznych (in effigie) między 1540 a 1700. W XVIII wieku odbyły tylko 2 faktyczne egzekucje (obie w 1726) oraz jedna symboliczna (w 1753).

### Kategorie spraw trybunału w Walencji w latach 1554-1692 (według zachowanychrelaciones de causas)
| Kategoria występków (według kwalifikacji inkwizycji) | Liczba oskarżonych |
| ---------------------------------------------------- | ------------------ |
| Kryptojudaizm                                        | 27                 |
| Moryskowie                                           | 2744               |
| Protestantyzm                                        | 232                |
| Alumbrados                                           | 0                  |
| Heretyckie opinie (proposiciones)                    | 565                |
| Bigamia                                              | 66                 |
| Solicytacje                                          | 64                 |
| Opozycja wobec inkwizycji                            | 125                |
| Magia                                                | 337                |
| Pozostałe                                            | 379                |
| Suma                                                 | 4540               |
| Egzekucje in persona                                 | 78                 |
| Egzekucje in effigie                                 | 75                 |